# Nikolaos Wjenopulos
Nikolaos (Nikos) Wjenopulos, gr. Νικόλαος (Νίκος) Βγενόπουλος (ur. 30 stycznia 1926 w Ajia Warwara, zm. 27 grudnia 1985 w Atenach) – grecki polityk i lekarz kardiolog, opozycjonista i więzień polityczny, parlamentarzysta krajowy, od 1981 do 1985 poseł do Parlamentu Europejskiego I i II kadencji.

## Życiorys
Jego wujem był minister Anastasios Wjenopulos. Ukończył medycynę na Uniwersytecie Narodowym im. Kapodistriasa w Atenach, specjalizował się w zakresie kardiologii i patologii. W 1961 obronił doktorat, został także asystentem na uczelni. Należał do założycieli stowarzyszenia młodych lekarzy, objął fotel sekretarza generalnego i wiceszefa organizacji zrzeszającej medyków w Atenach. Od 1967 zaangażowany w opozycyjny Panhelleński Ruch Wyzwolenia, w tym samym roku utracił zatrudnienie. W 1970 został aresztowany i skazany przez sąd wojskowy na 2,5 roku więzienia; poddawano go torturom i trzymano w jednoosobowej celi. Zaangażował się też w strajk studencki z 1973.
W 1974 należał do założycieli Ogólnogreckiego Ruchu Socjalistycznego, zasiadł w jego komitecie centralnym. W kadencjach 1974–1977 i 1977–1981 zasiadał w Parlamencie Hellenów z okręgu Achaja. W 1981 i 1984 wybierany posłem do Parlamentu Europejskiego. Przystąpił do Partii Socjalistów. Został członkiem Komisji ds. Socjalnych i Zatrudnienia oraz Komisji ds. Rolnictwa. Zmarł w trakcie II kadencji na zawał serca.